# Zentangle

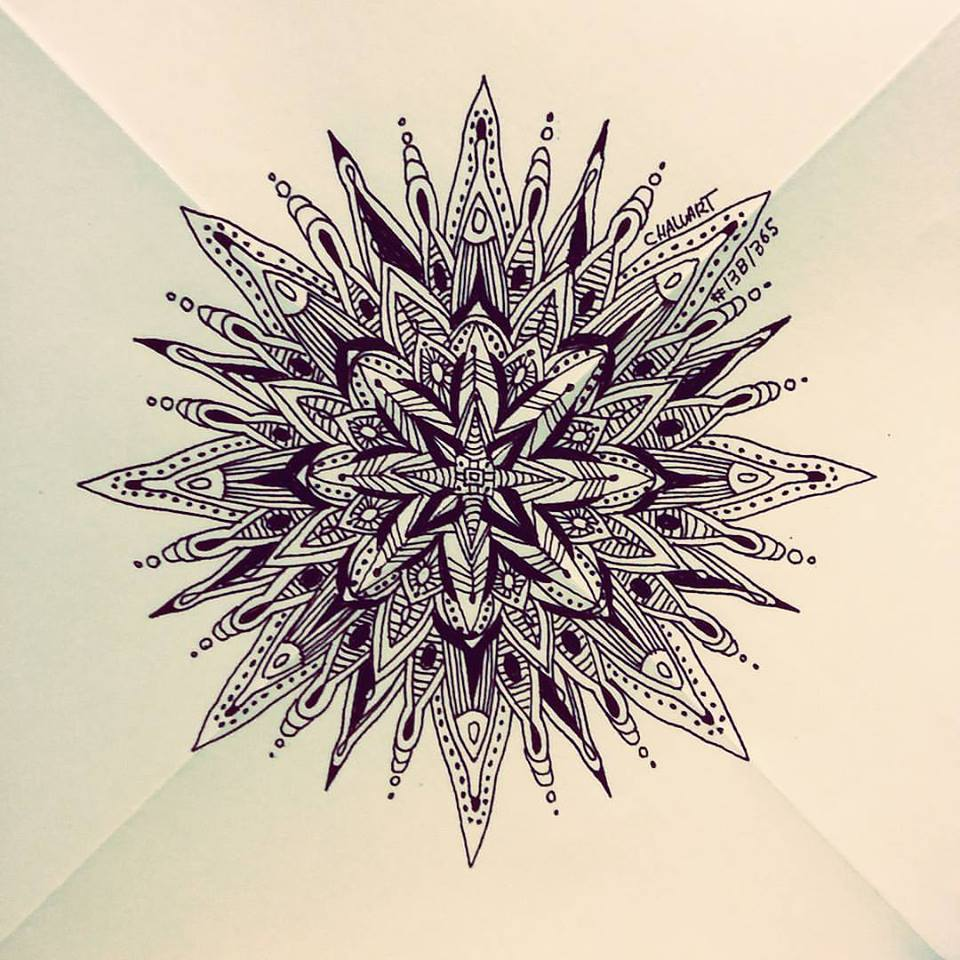
Ejemplo de dibujo con técnica Zentangle

El Zentangle, también llamado meditación creativa es una técnica artística creada en los Estados Unidos por Maria Thomas y Rick Roberts  en 2004. Consiste en es una innovadora forma de arte que se centra en el proceso creativo como una forma de relajación y meditación.  Los dibujos realizados a partir de esta técnica son muy amplios y globales. Por eso se dice que no hace falta saber dibujar, ya que consiste en trazar patrones repetidos y estructurados que acaban formando bellas imágenes abstractas. Todos los patrones están basados en signos básicos. . Proviene de las palabras Zen, un término de origen japonés que significa "contemplación’" y tangle, término inglés que quiere decir "enredo".
Para llevar a cabo esta técnica, los expertos recomiendan papel Fabriano-Tiepolo y negro de Sakura Pigma Micron (calidad tinta) de plumas entre  5 y 25mm. Cualquier imagen que es mayor que un espacio de 9 centímetros (3,5) o que no utilice tinta negra sobre papel blanco es clasificado como arte inspirado por Zentangle (Zentangle Inspirad Art-ZIA). 
El principal objetivo de esta técnica es obtener la sensación de relajación y meditación  a través de la concentración plena  mientras se dibuja, lo que ayuda a reducir los estados de ansiedad y contribuyendo al bienestar general de las personas que lo practican.